# Чвор
Чвор је сплет или задевљање које настаје када се делови нечега савитљивог (конца, ужета, жице и сл.) чврсто вежу или замрсе на једном месту. Чворови се могу користити у озбиљне или у декоративне сврхе. Када оштећено уже пукне, везује се у чвор ради даљег одржавања своје функције. Понекад се уже кваси како би се додатно ојачало и чвор био снажнији. Чворови се такође користе и код транспорта. Разне врсте камиона, трактора и других превозних средстава користе чвор како би своје возило повезали са приколицом.
Савијање причвршћује два краја ужета један за други; чвор петље је сваки чвор који ствара петљу; а спајање означава сваки вишеланчани чвор, укључујући кривине и петље. Чвор се такође може односити, у најстрожем смислу, на граничник или дугме на крају ужета како би се спречило да тај крај исклизне кроз отвор или око. Чворови су од давнина изазивали интересовање за њихову практичну употребу, као и за њихову тополошку замршеност, проучавану у области математике познатој као теорија чворова.

## Својства

### Јачина
Чворови слабе конопац у коме су направљени. Када је конопац са чвором напет до тачке кидања, скоро увек се прекида у чвору или близу њега, осим ако је неисправан или оштећен на другом месту. Силе савијања, гњечења и хабања које држе чвор на месту такође неравномерно напрежу влакна ужета и на крају доводе до смањења снаге. Тачни механизми који узрокују слабљење и неуспех су сложени и предмет су континуираног проучавања. Посебна влакна која показују разлике у боји као одговор на напрезање се развијају и користе за проучавање стреса у вези са типовима чворова.
Релативна чврстоћа чвора, такође названа ефикасност чвора, је снага кидања ужета са чворовима у пропорцији са снагом кидања ужета без чвора. Одређивање прецизне вредности за одређени чвор је тешко јер многи фактори могу утицати на тест ефикасности чвора: врста влакана, стил ужета, величина ужета, да ли је мокро или суво, како је чвор обучен пре напрезања, колико брзо се напреже, да ли се чвор више пута оптерећује и тако даље. Ефикасност уобичајених чворова креће се између 40 и 80% првобитне снаге ужета.
У већини ситуација формирање петљи и кривина са конвенционалним чворовима је далеко практичније од употребе спојева ужета, иако потоњи могу одржати скоро пуну снагу ужета. Разборити корисници дозвољавају велику сигурносну маргину у чврстоћи ужета одабраног за задатак због слабљења ефеката чворова, старења, оштећења, ударног оптерећења итд. Граница радног оптерећења ужета је генерално одређена са значајним фактором сигурности, до 15:1 за критичне апликације.

## Теорија чворова
Теорија чворова је грана топологије. Бави се математичком анализом чворова, њиховом структуром и својствима, као и односима између различитих чворова. У топологији, чвор је фигура која се састоји од једне петље са било којим бројем укрштених или чворованих елемената: затворена крива у простору која се може померати све док њене нити никада не пролазе једна кроз другу. Као затворена петља, математички чвор нема одговарајуће крајеве и не може се поништити или одвезати; међутим, сваки физички чвор у парчету канапа може се сматрати математичким чвором спајањем два краја. Конфигурација од неколико чворова који се обавијају један око другог назива се веза. За класификацију и разликовање чворова и карика користе се различите математичке технике. На пример, Александров полином повезује одређене бројеве са било којим датим чвором; ови бројеви су различити за тролисни чвор, чвор са осмом и нечвор (једноставну петљу), показујући да се један не може померити у други (без да нити пролазе једна кроз другу).

## Физичка теорија фрикционих чворова
Једноставну математичку теорију застоја је предложио Бејман, а проширили Мадокс и Келер. Он даје предвиђања која су приближно тачна када се тестирају емпиријски. Ниједна слично успешна теорија није развијена генерално за чворове.